# Elena Arizmendi Mejia
Elena Arizmendi Mejia, född 18 januari 1884 i Mexico City, död 1949, var en mexikansk feminist som grundade hjälporganisationen Cruz Blanca Neutral (Neutrala vita korset) år 1911. Hon var en del av mexikanska feminismens första våg och grundade bland annat organisationen "Mujeres de la raza" (ungefär: Den (latinamerikanska) rasens kvinnor), samt det Internationella förbundet för iberiska och latinamerikanska kvinnor. Det sistnämnda grundade hon i samarbete med G. Sofía Villa de Buentello.

## Biografi
Elena Arizmendi Mejía föddes den 18 januari 1884 i Mexico City in i en privilegierad familj till fadern Jesús Arizmendi och modern Isabel Mejía. Hennes morfar Ignacio Mejía hade varit krigsminister och general under Benito Juárez regering. Sina tidiga år tillbringade hon till stor del med sin släkt i Oaxaca.
Arizmendi utbildade sig till sjuksköterska vid ett sjukhus i San Antonio i Texas när den mexikanska revolutionen inleddes 1910. Hon avbröt sin utbildning kort före examen och återvände till Mexico City med tåg 17 april 1911 för hjälpa till med vården av de sårade. Eftersom Röda Korset i Mexiko vägrade att hjälpa revolutionärerna bildade hon en organisation för att ta hand om dem som skadats under revolutionen. Tillsammans med sin bror Carlos engagerade hon blivande läkare och sjuksköterskor i arbetet.

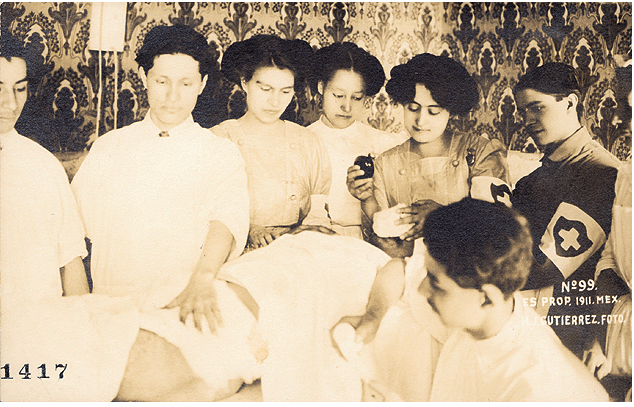
Elena Arizmendi med medlemmar i Cruz Blanca Neutral, 1911.

Arizmendi deltog i grundandet av flera feministiska organisationer och kämpade för kvinnlig rösträtt i Mexiko och USA under början av 1900-talet.
Hennes självbiografi Vida incompleta; ligeros apuntes sobre mujeres en la vida real publicerades 1927.